# Désonide
Le désonide est une puissante base corticostéroïde, disponible depuis les années 1970. Cette substance est essentiellement utilisée en pharmacologie pour traiter la dermatite atopique (autrement dit, l'eczéma), la dermatite seborrhéique et la dermatite de contact, aussi bien chez l’adulte que chez l’enfant, car elle est considérée comme une molécule sûre.

## Sels et autres dérivés
Le désonide est appelé également « acétonide de desfluorotriamcinolone », « acétonide de hydroxyprednisolone » ou encore « acétonide de prednacinolone ». Désonide est la dénomination commune internationale (DCI).
Ses sels ou dérivés les plus connus sont l'acétate de prednisolone, le caproate de prednisolone, le métasulfobenzoate de prednisolone sodique, le phosphate de prednisolone sodique et, surtout, le prednisolone.